# Wilder See
Wilder See är en sjö i Österrike.   Den ligger i förbundslandet Tyrolen, i den västra delen av landet, 400 km väster om huvudstaden Wien. Wilder See ligger 2 770 meter över havet. Den högsta punkten i närheten är Plattigkogel, 3 089 meter över havet, öster om Wilder See.
Trakten runt Wilder See består i huvudsak av gräsmarker. Runt Wilder See är det ganska glesbefolkat, med 35 invånare per kvadratkilometer.